# Edwin Hubble
Edwin Powell Hubble (født 20. november 1889, død 28. september 1953) var en amerikansk astronom. 
Hubble er kendt for opdagelsen af, at galakser bevæger sig væk fra hinanden, og at universet er dynamisk frem for statisk. Denne opdagelse medførte nogle grundlæggende ændringer i Einsteins relativitetsteori og var med til at kassere Den Kosmologiske Konstant.
Hubble beregnede også hastigheden, hvormed galakserne bevæger sig væk fra hinanden, og formulerede Hubbles lov, der siger at hastigheden er proportional med afstanden. 
Edwin Hubble virkede fra 1919 ved Mount Wilson-observatoriet i Californien.
I 1920'erne studerede Hubble de objekter, som kaldtes ”Spiralnebulosor” (nu: spiralgalakser), og han formåede at udskille enkelte stjerner i dem. Da han fandt variable stjerner, cepheider, blandt dem, kunne han beregne afstanden til dem. På den måde viste han i 1924, at Andromedagalaksen er på stor afstand af vor egen galakse, Mælkevejen, og det blev klart, at spiralnebuloserne ikke hører til Mælkevejen, men udgør egne galakser. 
Han udarbejdede i 1925 et klassifikationssystem for galakser, Hubbleklassifikationen, som har form af et stemmegaffeldiagram og bruges endnu.
Efter især Vesto Slipher og Knut Lundmarks observationer af, at bølgelængderne i lyset fra galakserne ofte er længere (rødere) end i lyset fra lokale lyskilder, viste Hubble i 1929, at denne såkaldte rødforskydning tenderer at vokse lineært med galaksernes afstand (fra os). Det er nu kendt som Hubbles lov. Skønt afstandene, som Hubble havde beregnet, viste sig at være forkerte – de anses nu at være ca. syv gange større – så viste lineariteten i forbindelsen mellem afstand og rødforskydning at holde for langt fjernere galakser. 
Da en rødforskydning forårsaget af Dopplereffekten kan observeres, når en lyskilde bevæger sig bort fra observatøren, udtrykte Hubble den som en tilsyneladende hastighed (apparent velocity), nemlig den hastighed som galaksen skulle have, hvis rødforskydningen forårsagedes af en Dopplereffekt. Hubble tog det dog ikke for givet, at rødforskydningen beroede på en sådan bevægelse, men forblev åben for alternative forklaringer. 
Allerede i 1927 havde Georges Lemaître foreslået en teori ifølge hvilken, universet ekspanderer, og galakserne bevæger sig bort fra hinanden. Kosmologiske teorier af denne art, ifølge hvilke universet eller selve rummet opstod ved et stort brag (kendt som Big Bang) er siden udviklet videre og efterhånden i flere omgange tilpasset til nye observationer. 
Hubbles opdagelse spiller en afgørende rolle i disse teorier.

## Eksterne links
- Wikimedia Commons har flere filer relateret til Edwin Hubble